# کتاب‌شناسی هانس کریستیان آندرسن

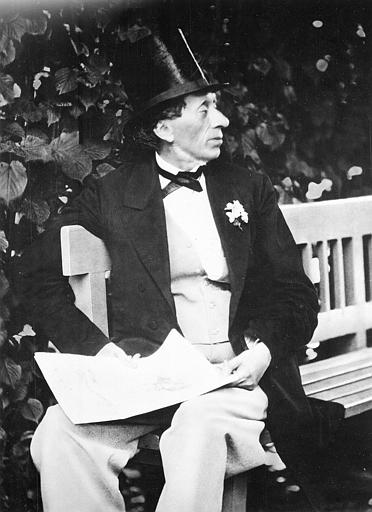
هانس کریستیان آندرسن در باغ "رولیگهیدن" نزدیک کپنهاگ، در سال ۱۸۶۹.

این فهرستی است از آثار منتشرشده توسط هانس کریستیان آندرسن. فهرست با برخی از نسخه‌های پس از مرگ نویسنده نیز تکمیل شده‌است. سال درج‌شده در هر مدخل به نخستین نسخه دانمارکی آن اثر اشاره دارد. همه این آثار به دلیل درگذشت آندرسن بیش از صد سال پیش، در مالکیت عمومی قرار دارند.

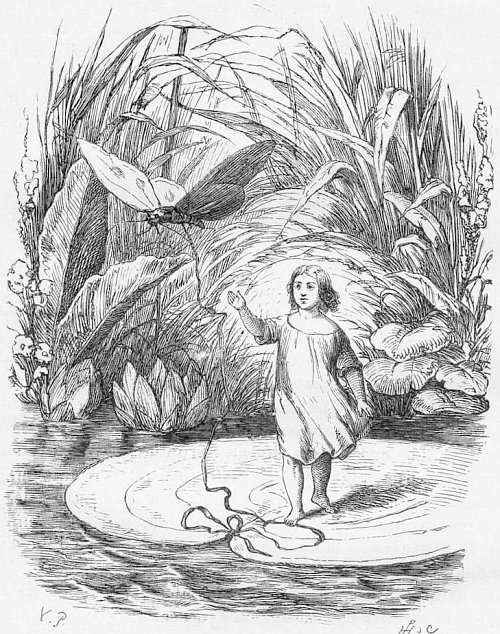
تصویر بندانگشتی توسط ویلهلم پدرسن. این تصاویر در اصل برای نسخه ای از انتشارات کارل بی. لورک در لایپزیگ ساخته شده اند. (1848).

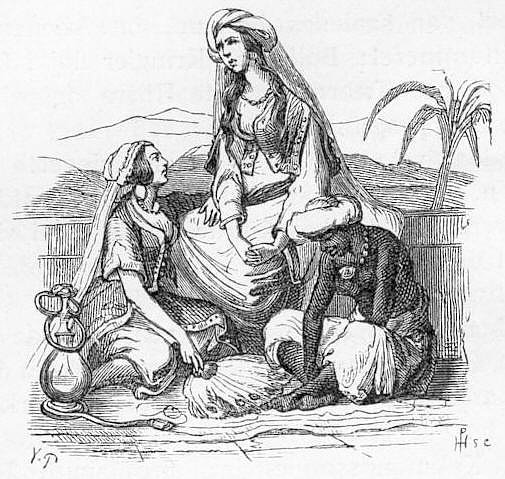
تصویر صندوق پرنده توسط ویلهم پدرسن.

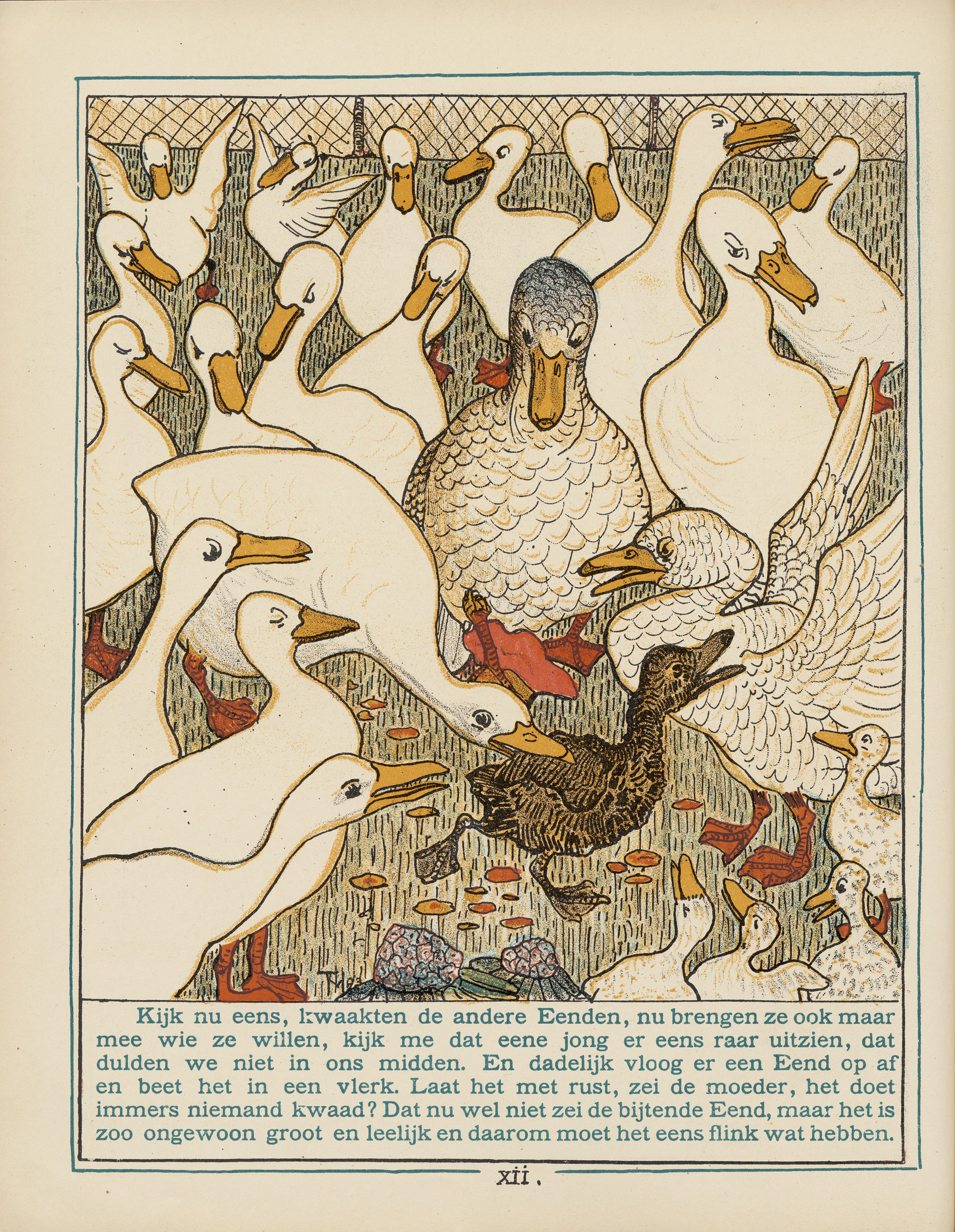
تصویر جوجه اردک زشت اثر تئو ون هویتما.

## آثار بر اساس نوع

### رمان‌ها
- بداهه‌پرداز (Improvisatoren) - ۱۸۳۵
- او. ت. (O.T.) - ۱۸۳۶
- فقط یک نوازنده (Kun en Spillemand) - ۱۸۳۷
- دو بانوی بارون (De to Baronesser) - ۱۸۴۸
- بودن یا نبودن؟ (At være eller ikke være) - ۱۸۵۷
- پیر خوش‌شانس (Lykke-Peer) - ۱۸۷۰
- مسیر سورئه (Sorøe Gang) - ۱۹۳۵ (منتشرشده پس از مرگ، ناتمام)
- قطعاتی از یک رمان تاریخی ناتمام (Fragmenter af en ufuldført historisk Roman) - ۱۹۳۵ (منتشرشده پس از مرگ، ناتمام)
- کوتوله کریستیان دوم (Christian den Andens Dverg) - ۱۹۳۵ (منتشرشده پس از مرگ، ناتمام)

### داستان‌های کوتاه کودکانه

#### کتاب تصویر بدون تصویر (سری کامل)
سری داستان‌هایی که در قالب شب‌های متوالی روایت می‌شوند. در این مجموعه، راوی -که نقاشی ندارد- هر شب داستانی می‌گوید که از مشاهداتش در سفرهای ذهنی خود الهام گرفته‌است. برخی از شب‌ها شامل دیدارهایی با افراد معمولی، مناظر شگفت‌انگیز یا اندیشه‌هایی شاعرانه درباره جهان هستند. برای مثال:
- شب اول: شرح نور ماه که در یک پنجره به تصویر کشیده می‌شود و تأملاتی شاعرانه درباره زندگی انسان‌ها.
- شب دوم: داستان جوانی که عشقش را از دست داده و سایه‌اش به دنبالش حرکت می‌کند.
- شب سوم تا سی‌وسوم: در هر شب، داستان‌هایی از شهرها، روستاها، شاهزادگان، فقرا، و موجودات خیالی روایت می‌شود. برخی از شب‌ها خنده‌دارند، برخی تأمل‌برانگیز، و برخی اندوه‌ناک. همه داستان‌ها سرشار از عناصر فانتزی و نمادین هستند که دغدغه‌های انسانی مانند عشق، تنهایی، پیری، مرگ و رؤیا را بررسی می‌کنند.

این مجموعه در اصل بین سال‌های ۱۸۳۹ تا ۱۸۴۷ منتشر شد و یکی از برجسته‌ترین نمونه‌های داستان‌نویسی شاعرانه آندرسن به‌شمار می‌رود.

#### داستان‌های مستقل
- «شمع پیه‌ای» یا «شمعدان» (Tællelyset) – دهه ۱۸۲۰
- «شبح بر گور پالناطوکه» (Gjenfærdet ved Palnatokes Grav) – ۱۸۲۲ (با نام مستعار ویلیام کریستیان والتر)
- «گل‌های آیدای کوچولو» (Den lille Idas blomster) – ۱۸۳۵
- «پسرک شرور» (Den uartige Dreng) – ۱۸۳۵
- «جعبه کبریت» (Fyrtøiet) – ۱۸۳۵
- «کلاوس کوچک و کلاوس بزرگ» (Lille Claus og store Claus) – ۱۸۳۵
- «شاهزاده‌خانم و نخودفرنگی» (Prinsessen paa Ærten) – ۱۸۳۵
- «همسفر» (Reisekammeraten) – ۱۸۳۵
- «تامبلی‌نا یا بندانگشتی» (Tommelise) – ۱۸۳۵
- «خدا هرگز نمی‌میرد» (Den gamle Gud lever endnu) – ۱۸۳۶
- «این افسانه برای توست» (Det er Dig, Fabelen sigter til!) – ۱۸۳۶
- «طلسم» (Talismanen) – ۱۸۳۶
- «پری دریایی کوچولو» (Den lille havfrue) – ۱۸۳۷
- «لباس جدید پادشاه» (Kejserens nye klæder) – ۱۸۳۷
- «قوهای وحشی» (De vilde svaner) – ۱۸۳۸
- «سرباز حلبی استوار» (Den standhaftige tinsoldat) – ۱۸۳۸
- «گل مروارید» (Gaaseurten) – ۱۸۳۸
- «کفش‌های خوشبختی» (Lykkens Kalosker) – ۱۸۳۸
- «صندوق پرنده» (Den flyvende Kuffert) – ۱۸۳۹
- «باغ بهشت» (Paradisets have) – ۱۸۳۹
- «الف گل سرخ» (Rosen-Alfen) – ۱۸۳۹
- «لک‌لک‌ها» (Storkene) – ۱۸۳۹
- «شاهزاده‌ی شرور» (Den onde Fyrste) – ۱۸۴۰
- «گندم سیاه» (Boghveden) – ۱۸۴۱
- «اوله لوکویه» (Ole Lukøje) – ۱۸۴۱
- «خوک‌چران یا چوپان خوک» (Svinedrengen) – ۱۸۴۱
- «یک گل سرخ از گور هومر» (En Rose fra Homers Grav) – ۱۸۴۲
- «خوک آهنی» (Metalsvinet) – ۱۸۴۲
- «پیمان دوستی» (Venskabs-Pagten) – ۱۸۴۲
- «جوجه‌اردک زشت» (Den grimme ælling) – ۱۸۴۳
- «فرشته» (Engelen) – ۱۸۴۳
- «عاشق‌ها؛ یا توپ و فرفره» (Kjærestefolkene [Toppen og bolden]) – ۱۸۴۳
- «بلبل» (Nattergalen) – ۱۸۴۳
- «درخت کاج» (Grantræet) – ۱۸۴۴
- «مادر درخت پیر» (Hyldemoer) – ۱۸۴۴
- «ملکه برفی» (Snedronningen) – ۱۸۴۴
- «مادربزرگ» (Bedstemoder) – ۱۸۴۵
- «کفش قرمزی» (De røde Skoe) – ۱۸۴۵
- «دخترک کبریت‌فروش» (Den lille Pige med Svovlstikkerne) – ۱۸۴۵
- «تپه الف‌ها» (Elverhøi) – ۱۸۴۵
- «هولگر دانسکه» (Holger Danske) – ۱۸۴۵
- «چوپان و دودکش‌پاک‌کن» (Hyrdinden og Skorstensfejeren) – ۱۸۴۵
- «ناقوس» (Klokken) – ۱۸۴۵
- «پرش‌کننده‌ها» (Springfyrene) – ۱۸۴۵
- «سوزن کوبندگی» (Stoppenaalen) – ۱۸۴۵
- «تصویری از قلعه» (Et Billede fra Castelsvolden) – ۱۸۴۶
- «چشم‌اندازی از پنجره وارتو» (Fra et Vindue i Vartou) – ۱۸۴۶
- «چراغ خیابانی قدیمی» (Den gamle Gadeløgte) – ۱۸۴۷
- «خانواده خوشبخت» (Den lykkelige Familie) – ۱۸۴۷
- «خانه قدیمی» (Det gamle Huus) – ۱۸۴۷
- «یقه پیراهن» (Flipperne) – ۱۸۴۷
- «داستان یک مادر» (Historien om en moder) – ۱۸۴۷
- «توک کوچولو» (Lille Tuk) – ۱۸۴۷
- «خانواده‌های همسایه» (Nabofamilierne) – ۱۸۴۷
- «سایه» (Skyggen) – ۱۸۴۷
- «قطره‌ای آب» (Vanddraaben) – ۱۸۴۷
- «کتان» (Hørren) – ۱۸۴۸
- «ققنوس» (Fugl Phønix) – ۱۸۵۰

- «کتاب خاموش» (Den stumme Bog) – ۱۸۵۱
- «تفاوت وجود دارد» ('Der er Forskjel') – ۱۸۵۱
- «یک داستان» (En Historie) – ۱۸۵۱
- «مرد نمایش عروسکی» (Marionetspilleren) – ۱۸۵۱
- «زیباترین گل سرخ جهان» (Verdens deiligste Rose) – ۱۸۵۱
- «داستان سال» (Aarets Historie) – ۱۸۵۲
- «هر چیز در جای خودش» ('Alt paa sin rette Plads!') – ۱۸۵۲
- «سنگ‌قبر قدیمی» (Den gamle Gravsteen) – ۱۸۵۲
- «کاملاً درست است!» (Det er ganske vist!) – ۱۸۵۲
- «حال خوب» (Et godt Humeur) – ۱۸۵۲
- «نخود از یک غلاف» (Fem fra en Ærtebælg) – ۱۸۵۲
- «دل‌شکستگی» (Hjertesorg) – ۱۸۵۲
- «او به هیچ دردی نمی‌خورد» ('Hun duede ikke') – ۱۸۵۲
- «پری کوچولو در خانه بقال» (Nissen hos Spekhøkeren) – ۱۸۵۲
- «هزاران سال بعد» (Om Aartusinder) – ۱۸۵۲
- «در روز قیامت» (Paa den yderste Dag) – ۱۸۵۲
- «آشیانه قو» (Svanereden) – ۱۸۵۲
- «زیر درخت بید» (Under Piletræet) – ۱۸۵۲
- «آخرین مروارید» (Den sidste Perle) – ۱۸۵۳
- «برگی از بهشت» (Et Blad fra Himlen) – ۱۸۵۳
- «دو دوشیزه» (To Jomfruer) – ۱۸۵۳
- «خوک پولی» (Pengegrisen) – ۱۸۵۴
- «در دورترین نقاط دریا» (Ved det yderste Hav) – ۱۸۵۴
- «جاده پرخار افتخار» ('Ærens Tornevei') – ۱۸۵۵
- «ایب و کریستین کوچولو» (Ib og lille Christine) – ۱۸۵۵
- «دختر یهودی» (Jødepigen) – ۱۸۵۵
- «هانس خنگ» یا «هانس احمق» یا «هانس کودن» (Klods-Hans) – ۱۸۵۵
- «رشته‌ای از مروارید» (Et stykke Perlesnor) – ۱۸۵۶
- «اعماق ناقوس» (Klokkedybet) – ۱۸۵۶
- «گردن بطری» (Flaskehalsen) – ۱۸۵۷
- «کتاب الفبا» (ABC-Bogen) – ۱۸۵۸
- «سنگ فیلسوف» یا «سنگ مرد دانا» (De Vises Steen) – ۱۸۵۸
- «آخرین رؤیای درخت بلوط پیر» (Det gamle Egetræes sidste Drøm) – ۱۸۵۸
- «دختر پادشاه باتلاق» (Dynd-Kongens Datter) – ۱۸۵۸
- «دونده‌ها» (Hurtigløberne) – ۱۸۵۸
- «چیزی» ('Noget') – ۱۸۵۸
- «کلاه‌خواب عمو مجرد» (Pebersvendens Nathue) – ۱۸۵۸
- «سوپ روی چوب سوسیس» (Suppe paa en Pølsepind) – ۱۸۵۸
- «آن لیسبت» (Anne Lisbeth) – ۱۸۵۹
- «کودک در گور» (Barnet i Graven) – ۱۸۵۹
- «حرف‌های کودکان» (Børnesnak) – ۱۸۵۹
- «زیبا!» ('Deilig!') – ۱۸۵۹
- «داستانی از شنزارها» (En Historie fra Klitterne) – ۱۸۵۹
- «خروس حیاط و خروس هواشناسی» (Gaardhanen og Veirhanen) – ۱۸۵۹
- «قلم و دوات» (Pen og Blækhuus) – ۱۸۵۹
- «دختری که روی نان پا گذاشت» (Pigen, som traadte paa Brødet) – ۱۸۵۹
- «اوله، نگهبان برج» (Taarnvægteren Ole) – ۱۸۵۹
- «دو برادر» (To Brødre) – ۱۸۵۹
- «باد از والدمار داا و دخترانش می‌گوید» (Vinden fortæller om Valdemar Daae og hans Døttre) – ۱۸۵۹
- «روز اسباب‌کشی» (Flyttedagen) – ۱۸۶۰
- «پروانه» (Sommerfuglen) – ۱۸۶۰
- «اسقف بورگلوم و خویشانش» (Bispen paa Børglum og hans Frænde) – ۱۸۶۱
- «ناقوس کلیسای قدیمی» (Den gamle Kirkeklokke) – ۱۸۶۱
- «الهه قرن نو» (Det nye Aarhundredes Musa) – ۱۸۶۱
- «کاری که پدر کرد همیشه درست بود» (Hvad Fatter gjør, det er altid det Rigtige) – ۱۸۶۱
- «در حیاط اردک‌ها» (I Andegaarden) – ۱۸۶۱
- «دوشیزه یخی» (Iisjomfruen) – ۱۸۶۱
- «روان» (Psychen) – ۱۸۶۱
- «سوسک سرگین‌غلتان» (Skarnbassen) – ۱۸۶۱
- «آدم‌برفی» (Sneemanden) – ۱۸۶۱
- «حلزون و پرچین گل سرخ» (Sneglen og Rosenhækken) – ۱۸۶۱
- «سکه نقره‌ای» (Sølvskillingen) – ۱۸۶۱
- «دوازده نفر با پست» (Tolv med Posten) – ۱۸۶۱
- «گل قطره برف» (Sommergjækken) – ۱۸۶۲
- «قوری چای» (Theepotten) – ۱۸۶۳
- «پرنده افسانه‌ها» (Folkesangens Fugl) – ۱۸۶۴
- «گنج طلایی» (Guldskat) – ۱۸۶۵
- «در اتاق کودکان» (I Børnestuen) – ۱۸۶۵
- «جن‌ها در شهرند، گفت زن باتلاق» (Lygtemændene ere i Byen, sagde Mosekonen) – ۱۸۶۵
- «طوفان تابلوها را جابجا می‌کند» (Stormen flytter Skilt) – ۱۸۶۵
- «آسیاب بادی» (Veirmøllen) – ۱۸۶۵
- «پنهان ولی فراموش‌نشده» (Gjemt er ikke glemt) – ۱۸۶۶
- «عمه‌جان» (Moster) – ۱۸۶۶
- «پسر دربان» (Portnerens Søn) – ۱۸۶۶
- «وزغ» (Skrubtudsen) – ۱۸۶۶
- «کوچولوهای سبز» (De smaa Grønne) – ۱۸۶۷
- «دوپی و خانم» (Nissen og Madamen) – ۱۸۶۷
- «وِنُه و گْلِنُه» (Vænø og Glænø) – ۱۸۶۷
- «درایاد» (Dryaden) – ۱۸۶۸
- «کتاب مصور پدرخوانده» (Gudfaders Billedbog) – ۱۸۶۸
- «چه کسی خوشبخت‌تر بود؟» (Hvem var den Lykkeligste?) – ۱۸۶۸
- «پاره‌لباس‌ها» (Laserne) – ۱۸۶۸
- «پِیتر، پتر و پِیر» (Peiter, Peter og Peer) – ۱۸۶۸
- «روزهای هفته» (Ugedagene) – ۱۸۶۸
- «ورق‌های بازی» (Herrebladene) – ۱۸۶۹
- «خانواده گرته‌مرغی» (Hønse-Grethes Familie) – ۱۸۶۹
- «چه می‌توان اختراع کرد» (Hvad man kan hitte paa) – ۱۸۶۹
- «چه بر سر خار آمد» (Hvad Tidselen oplevede) – ۱۸۶۹
- «ستاره دنباله‌دار» (Kometen) – ۱۸۶۹
- «شانس ممکن است در یک سنجاق باشد» (Lykken kan ligge i en Pind) – ۱۸۶۹
- «داستان‌های آفتابی» (Solskins-Historier) – ۱۸۶۹
- «افسانه‌های مردمی دانمارک» (Danske Folkesagn) – ۱۸۷۰
- «شگفت‌انگیزترین چیز» (Det Utroligste) – ۱۸۷۰
- «خانواده چه گفتند» (Hvad hele Familien sagde) – ۱۸۷۰
- «شمع‌ها» (Lysene) – ۱۸۷۰
- «پدربزرگِ بزرگ» (Oldefa'er) – ۱۸۷۰
- «برقص، برقص، عروسکم!» ('Dandse, dandse Dukke min!') – ۱۸۷۱
- «مار دریایی بزرگ» (Den store Søslange) – ۱۸۷۱
- «عروسی هویج» ('Spørg Amagermo'er!') – ۱۸۷۱
- «باغبان و خانواده اشرافی» (Gartneren og Herskabet) – ۱۸۷۲
- «چه چیزهایی که عمه ژوهانه گفت» (Hvad gamle Johanne fortalte) – ۱۸۷۲
- «فلج» (Krøblingen) – ۱۸۷۲
- «کک و پروفسور» (Loppen og Professoren) – ۱۸۷۲
- «کلید دروازه» (Portnøglen) – ۱۸۷۲
- «قور!» (Qvæk) – ۱۸۷۲
- «کاتب» (Skriveren) – ۱۸۷۲
- «عمه دندان‌دردی» (Tante Tandpine) – ۱۸۷۲

### مجموعه‌ها
آثار آندرسن در چندین مجموعه منتشر شده‌اند، مانند:
- افسانه‌ها
- قصه‌های پریان برای کودکان. اولین مجموعه
- قصه‌های پریان برای کودکان. مجموعه جدید
- افسانه‌ها و داستان‌ها
- داستان‌های جدید و افسانه‌ها

هر مجموعه شامل داستان‌هایی است که برخی در شماره‌های مجزا، برخی برای نخستین بار و برخی در قالب نسخه‌های کامل‌تر گردآوری شده‌اند. به عنوان مثال، افسانه‌های جدید، جلد اول شامل داستان‌هایی چون «فرشته»، «بلبل»، «دو عاشق» و «اردک زشت» است.

### اشعار
آندرسن علاوه بر داستان‌نویسی، شاعری پرکار نیز بود. او چندین مجموعه شعر منتشر کرد از جمله:
- اشعار (Digte) – ۱۸۳۰، شامل ۴۷ شعر
- اشعار کوچک (Smaae-Digte) – ۱۸۳۳، شامل ۷ شعر
- تصاویر روی دیوار (Skjærmbræts-Billeder) – ۱۸۲۹
- اشعار قدیمی و جدید (Digte, gamle og nye) – ۱۸۴۶، شامل ۹۲ شعر

او همچنین اشعاری برای کتاب‌های موسیقی، اپراها، و آثار نمایشی نوشت.

### نمایشنامه‌ها
او چندین نمایشنامه نوشت که برخی از آن‌ها به صورت اپرا، کمدی یا درام شاعرانه منتشر شده‌اند:
- راهزنان ویسنبییرگ (۱۸۲۲)
- عشق در برج نیکلای (۱۸۲۹)
- کشتی (۱۸۳۱)
- ملکه ۱۶ ساله (۱۸۳۳)
- دختر مائوری (۱۸۴۰)
- درخت آقطی مادر (۱۸۵۱) – داستانی شاعرانه و فانتزی
- اوله لوکویا (۱۸۵۰) – اپرایی بر اساس شخصیت خواب‌آور دانمارکی

### غیرداستانی
آندرسن در حوزه‌های گوناگون غیرداستانی نیز نوشت:

#### زندگی‌نامه‌ها
- افسانه زندگی من (Mit Livs Eventyr) – ۱۸۵۵
- داستان زندگی من (The Story of My Life) – ۱۸۷۱
- هانریته هنک – ۱۸۴۵

#### سفرنامه‌ها
- سفرنامه شاعر (En Digters Bazar) – ۱۸۴۲
- در سوئد (I Sverrig) – ۱۸۵۱
- در اسپانیا (I Spanien) – ۱۸۶۳
- بازدیدی از پرتغال – ۱۸۶۶

### مقاله‌ها و نوشته‌های پراکنده
آثار آندرسن همچنین شامل مقالات، نامه‌ها، انتقادات ادبی و سفرنامه‌هایی است که بازتابی از افکار، زندگی شخصی و تعاملات ادبی او هستند.